# 黒澤尚 (精神科医)
黒澤 尚（くろさわ ひさし）は日本の医学者、精神科医。専門は総合病院精神医学。日本医科大学名誉教授。医学博士。

## 来歴
- 1967年 - 日本医科大学医学部卒業。日本医科大学付属病院修練生
- 1968年 - 日本医科大学精神医学教室入局
- 1982年 - 日本医科大学付属病院救命救急センター
- 1992年 - 日本医科大学教授
- 2002年 - 日本医科大学名誉教授[1]

## 学会
- 日本総合病院精神医学会元理事長
- 日本集中治療医学会功労会員
- 日本精神科救急医学会評議員[1]

## 著書
- 『精神科エマージェンシー』中外医学社、1991年2月。ISBN 9784498028722。